# Onthophagus blackburni
Onthophagus blackburni är en skalbaggsart som beskrevs av Shipp 1895. Onthophagus blackburni ingår i släktet Onthophagus och familjen bladhorningar. Inga underarter finns listade i Catalogue of Life.